# Evita (djur)
För andra betydelser, se Evita.
Evita är ett släkte av fjärilar. Evita ingår i familjen mätare.
Kladogram enligt Catalogue of Life:
| Evita | \| \| Evita blandaria \| \| \| \| \| \| Evita hyalinaria \| \| \| \| \| \| Evita perpectinata \| \| \| \| |
|       | \| \| Evita blandaria \| \| \| \| \| \| Evita hyalinaria \| \| \| \| \| \| Evita perpectinata \| \| \| \| |
|       | Evita blandaria                                                                                           |
|       | |
|       | Evita hyalinaria                                                                                          |
|       | |
|       | Evita perpectinata                                                                                        |
|       | |